# Seznam měst na Dominice
Toto je seznam měst na Dominice.
Zdaleka největší aglomerací na Dominice je Roseau, kde v roce 2001 žilo 20 211 obyvatel, což představuje asi 28% obyvatelstva celé země.
V následující tabulce jsou uvedena sídla nad 100 obyvatel, výsledky sčítání obyvatelstva z 12. května 1991 a 12. května 2001 a farnosti (parishes), do nichž jednotlivá sídla náleží. Sídla jsou seřazena podle velikosti.
| Sídla na Dominice | Sídla na Dominice | Sídla na Dominice   | Sídla na Dominice   | Sídla na Dominice |
| Pořadí            | Město             | sčítání v roce 1991 | sčítání v roce 2001 | Správní jednotka  |
| ----------------- | ----------------- | ------------------- | ------------------- | ----------------- |
| 1.                | Roseau            | 16 038              | 14 847              | Saint George      |
| 2.                | Portsmouth        | 3 625               | 2 977               | Saint John        |
| 3.                | Canefield         | 2 186               | 2 803               | Saint Paul        |
| 4.                | Marigot           | 2 663               | 2 676               | Saint Andrew      |
| 5.                | Grand Bay         | 2 602               | 2 443               | Saint Patrick     |
| 6.                | Mahaut            | 2 364               | 2 399               | Saint Paul        |
| 7.                | Atkinson          | 2 518               | 2 322               | Saint Andrew      |
| 8.                | Salisbury         | 1 410               | 2 129               | Saint Joseph      |
| 9.                | Saint Joseph      | 2 179               | 2 029               | Saint Joseph      |
| 10.               | Wesley            | 1 929               | 1 756               | Saint Andrew      |
| 11.               | Pointe Michel     | 1 552               | 1 576               | Saint Luke        |
| 12.               | Massacre          | 1 270               | 1 423               | Saint Paul        |
| 13.               | Soufriere         | 1 003               | 1 416               | Saint Mark        |
| 14.               | Castle Bruce      | 1 384               | 1 339               | Saint David       |
| 15.               | La Plaine         | 1 329               | 1 288               | Saint Patrick     |
| 16.               | Woodford Hill     | 1 061               | 978                 | Saint Andrew      |
| 17.               | Calibishie        | 1 018               | 939                 | Saint Andrew      |
| 18.               | Pont Cassé        | 700                 | 784                 | Saint Paul        |
| 19.               | Petite Savanne    | n/a                 | 781                 | Saint Patrick     |
| 20.               | Rosalie           | 800                 | 775                 | Saint David       |
| 21.               | Colihaut          | 887                 | 773                 | Saint Peter       |
| 22.               | Vieille Case      | n/a                 | 726                 | Saint Andrew      |
| 23.               | Scotts Head       | n/a                 | 721                 | Saint Mark        |
| 24.               | Hampstead         | n/a                 | 495                 | Saint Andrew      |
| 25.               | Dublanc           | n/a                 | 423                 | Saint Peter       |
| 26.               | Paix Bouche       | n/a                 | 306                 | Saint Andrew      |
| 27.               | Wotten Waven      | n/a                 | 226                 | Saint George      |
| 28.               | Galion            | n/a                 | 134                 | Saint Mark        |